# Ghazi Ali Binbakr
Ghazi Ali Binbakr (16 kwietnia 1997) – saudyjski zapaśnik walczący w stylu klasycznym.
Brązowy medalista mistrzostw arabskich w 2024, a także Światowych Igrzysk Sportów Walki w 2023 roku.